# Kathleen Stokes
Kathleen Stokes (Kathleen Susan „Kate“ Stokes, verheiratete Earwaker; * 14. September 1916; † 2003) war eine britische Sprinterin.
1938 gewann sie bei den British Empire Games in Sydney Silber mit der englischen 660-Yards-Stafette und Bronze mit der englischen 440-Yards-Stafette. Über 100 und 220 Yards schied sie im Halbfinale aus.
1935 wurde sie Englische Hallenmeisterin über 60 m.

## Persönliche Bestzeiten
- 100 m: 12,2 s, 10. August 1935, London
- 200 m: 25,0 s, 7. August 1937, London